# Exocentrus fumosus
Exocentrus fumosus es una especie de escarabajo longicornio del género Exocentrus, categorizada en la tribu Exocentrini, de la subfamilia Lamiinae. Fue descrita por Gahan en 1894.

## Descripción
Mide 5,4-7 mm de longitud.

## Distribución
Se distribuye por India, Laos, Malasia, Birmania y Vietnam.